# Allonzier-la-Caille
Allonzier-la-Caille é uma comuna francesa na região administrativa de Auvérnia-Ródano-Alpes, no departamento da Alta Saboia. Estende-se por uma área de 9.62 km². Em 2010 a comuna tinha 2 206 habitantes (densidade: 229,3 hab./km²).